# Jean-Paul Landais
 (janvier 2017).
- Si vous ne connaissez pas le sujet, laissez ce bandeau (vous pouvez alors contacter les auteurs).
- Si vous supprimez le contenu mis en cause (vous pouvez préalablement contacter les auteurs),

argumentez précisément cette suppression dans la page de discussion
(un manque de référence n'est pas un argument ; une recherche réelle de référence doit avoir été effectuée, être formellement documentée).
 (janvier 2017).
Jean-Paul Landais, né le 22 novembre 1950 à Paris et mort le 2 février 2021 à Nantes, est un peintre français.

## Biographie
Jean-Paul Landais, né le 22 novembre 1950 à Paris, est élève à l'École nationale des beaux-arts de Paris et suit les cours de Roger Chapelain-Midy, créateur de décors de théâtre pour la Flûte Enchantée de Mozart.[réf. nécessaire] Il participe à des expositions publiques dont, en 1979, La Famille des portraits au musée des arts décoratifs de Paris, avec Warhol, Giacometti, César, MacAvoy et, en 1985, Contemporary Art Fair à Londres et à Stockholm.
Rencontre avec André Masson et Félix Labisse, qui le fera participer au Salon de mai à Paris, où il fait la rencontre de Jean-Claude Gaubert qui prépare et organise une grande exposition Rue de Bassano à Paris : Le Fantastique contemporain. Un grand collectionneur connu sous le nom de Marcel B. le remarque et lui achète ses œuvres et le présente à ses amis collectionneurs français et étrangers ainsi qu’à Blaise Gautier (arrière-petit-fils de Théophile Gautier) qui sera le premier directeur du Centre Pompidou de Paris de 1968 à 1978.
François Mathey, conservateur du musée des arts décoratifs de Paris les lui fera participer à de grandes expositions comme La Famille des portraits et Sur invitation, au musée des Arts décoratifs.

## Expositions
- Salons des indépendants, Paris,  de 1968 à 1972
- Salons des artistes français, Paris,  de 1968 a 1972
- Salons d’automne, Paris, de 1968 a 1972
- Salon de mai, Av. du Président Wilson, Paris, 1973
- Le Fantastique contemporain, direction J-C Gaubert, Paris, 1973
- Galerie Morantin – Nouvion, Paris, 1975
- Musée des Arts décoratifs La famille du portrait, direction Fr. Mathey, Paris, 1979
- Galerie RA, direction H.Sérane, Paris, 1981
- Château de Vascoeuil, L'art Fantastique, 1982
- Maison des arts de Belfort, Les Visionnaires, 1983
- Musée des Arts décoratifs, Sur invitation, direction Fr.Mathey, Paris, 1984
- Fiac de Londres, direction H.Sérane, 1985
- Fiac de Stockholm, direction H.Sérane, 1985
- Galerie Action – Musée « Les Figurations », Paris, 1986
- Film Landais peintre de Michel Bulté, Paris, 1986
- Galerie d'art de la place Beauvau, Paris, 1988
- Château de la Ferriere, France, 1989
- Mont St Michel, direction J.R Lecoq, France, 1990
- Mont St Michel, direction J.R Lecoq, France, 1991
- Galerie RA, direction Hervé Sérane, Paris, 1994
- Tokyo-Osaka-Yamagushi-Kobé . Asahi shimbum, H.Sérane, Japon, 1994
- Asia-Art, Hong-Kong, 1995
- Saint Sébastien sur Loire, France, 1995
- Galerie Franz Noldus, Pays-Bas, 2000
- Biennale de Conches, France, 2005
- Galerie Coriane, Paris, 2009
- Sebian-Gallery, direction Yuliya Kuleba, Genève, 2013
- Picky Art Gallery, direction Eve Brique, Londres, 2013
- Galerie Cordouan, direction Michel Launay, France, 2015
- Picky Art Gallery, direction Eve Brique, Londres, 2015
- Galerie Alfa-Art, direction Barbizon, 2015
- Galerie Cordouan, direction Michel Launay, France, 2016[3]
- Picky Art Gallery, direction Eve Brique, Londres, 2016[4]